# Maximilian Bresowsky
Maximilian Nikolai Gustav Bresowsky (ros. Максимилиан Вильгельмович Брезовский, ur. 17 marca?/29 marca 1877 w Rydze, zm. 16 października 1945 w Kempten) – estoński lekarz psychiatra i neurolog.
Syn oficera Wilhelma Bresowsky’ego i jego żony Alexandrine Grödinger. Uczęszczał do gimnazjum w Rydze, następnie od 1895 do 1901 studiował medycynę na Uniwersytecie w Tartu. W 1902 roku ukończył studia. W 1904/05 roku brał udział w wojnie rosyjsko-japońskiej. Następnie specjalizował się w psychiatrii. Od 1902 do 1904 był lekarzem w prywatnej klinice neurologicznej Athasen braci Maxa i Leopolda Schönfeldtów. Od 1905 do 1914 asystent w klinice neurologicznej Uniwersytetu w Tartu. W latach 1906–1907 i 1909 uzupełniał studia w Berlinie, w 1909 jako asystent-wolontariusz u Theodora Ziehena. W 1918 został profesorem na katedrze psychiatrii. Wyjeżdżał kilkukrotnie jeszcze do Berlina i Wiednia (1911, 1912, 1914, 1921), w Wiedniu uczył się u Heinricha Obersteinera.
Od 1941 do 1945 pracował naukowo w Poznaniu. Zginął w wypadku 16 października w Kempten, Allgäu.

## Wybrane prace
- О влиянии возраста заболевания на исход первичных дефект-психозов (1909)
- Über die Veränderungen der Meningen bei Tabes und ihre pathogenetische Bedeutung. Arbeiten aus dem Neurologischen Institute (k. k. österreichisches interakademisches Zentralinstitut für Hirnforschung) an der Wiener Universität, 1912, Bd. 20
- Über einen Fall von Verbrechen aus Heimweh. Zeitschrift für Psychiatrie usw., Bd. 78, ss. 333-345
- Beitrag zur Kenntnis der Läsionen der subthalamischen Region. Monatsschrift für Psychiatrie und Neurologie, 1921, Bd. 50, H. 5 (1921)
- Kas tapmine või enesetapmine? : A. Stromberg'i korjuse lahastamise andmete põhjal. Eesti Arst, 1923, nr. 7, ss. 149-153,195-197 (1923)
- Ungewöhnliche hebephrenische Endzustände. Monatschr. f. Psychiat. u. Neurol. 57, ss. 1-9 (1924)
- Über psychogene Halluzinationen. Monatsschrift für Psychiatrie und Neurologie, 1926, Bd. 62 (1926)
- Zur Frage der Heilbarkeit der Dementia praecox. Monatsschrift für Psychiatrie und Neurologie, 1928, Bd. 68 (1928)
- Arstlikust saladusest, psühhiaatrilisist haigelugudest ja nende väljastamisest kohtuvõimudele. Õigus, 1928, nr. 1
- Psühhoanalüüs ja psühhoterapia. Eesti Arst, 1928
- Hoolekande reformist Eestis. Eesti Arst (1932)
- Zur Diagnose und Klinik der psychogenen depressiven Reaktionen. Monatsschrift für Psychiatrie und Neurologie Bd. 85, H. 4 (1933)
- Zur Frage des sog. impulsiven Irreseins. Monatsschrift für Psychiatrie und Neurologie 90 (3) ss. 113-132 (1934)
- Vaimuhaigete sterilisatsioonist ; Vaimuhaiguste teraapiast. Eesti Arst 14 (7), ss. 536-539, 32-40 (1935)
- Arstikutsesaladuse küsimusest. Eesti Arst (1937)
- Beitrag zur Kenntnis der paranoischen psychopathischen Konstitution. Monatsschrift für Psychiatrie und Neurologie 103 (3) (1940)